# Byzantine (groupe)
Byzantine est un groupe de groove metal américain, originaire de Charleston, en Virginie-Occidentale. Formé en 2000, le groupe comprenait le chanteur et cofondateur Chris « OJ » Ojeda (guitare et chant), Tony Rohrbough (guitare), Matt Wolfe (batterie) et Michael « Skip » Cromer (basse). Le groupe compte un total de trois albums sur Prosthetic Records et deux albums indépendants.
Le groupe se sépare le 26 janvier 2008, un jour après la sortie de l'album, mais se réunit en 2010. Le 31 mars 2016, Metal Blade Records annonce la signature du groupe pour un contrat à l'échelle internationale, ainsi qu'un nouvel album du groupe prévu pour 2017.

## Biographie
Byzantine est formé au printemps 2000 par le bassiste Chris « Cid » Adams, le guitariste Tony Rohrbough et chanteur guitariste, Chris « OJ » Ojeda après que leurs premiers groupes New Family et Temper se sont séparés. Byzantine écrit quatre chansons avant le départ de Jeremy Freeman, puis sept de plus avant la sortie des 2000-2001 Demos enregistrées et publiées en 2001. Jeremy Freeman revient pendant une brève période entre octobre 2001 et février 2002, puis se sépare de nouveau du groupe. Peu après, Byzantine commence à faire partie de la scène metal locale. De ce fait, le groupe recrute le batteur Matt Wolfe. Dix chansons avec Wolfe sont enregistrées en 2003 aux Broadmoor Studios à Huntington et publiées sous le titre The Broadmoor Demo, qui attire l'intérêt du batteur de Lamb of God, Chris Adler. Byzantine effectue une tournée sur la côte ouest américaine avec Lamb of God. Cette tournée les aide à se populariser davantage, et à signer au label Prosthetic Records.
Peu après, Byzantine publie leur premier album, The Fundamental Component, en février 2004, qui présente le style musical caractéristique du groupe. Byzantine tourne avec Lamb of God et Shadows Fall, puis joue à des festivals comme le New England Metal and Hardcore Festival en 2004 (et plus tard en 2006). Chris « Cid » Adams est peu après renvoyé, et Byzantine revient en studio pour enregistrer son deuxième album en 2005, ...And They Shall Take Up Serpents, avec Tony Rohrbough à la basse. L'album est bien accueilli.
Un DVD consacré aux fans, intitulé Salvation, publié en 2007, comprenant des chansons et vidéos exclusives, des interviews, la version non censurée du clip Jeremiad et leur performance de la chanson Cradle Song, popularise encore plus le groupe. Le 22 janvier 2008, le troisième album du groupe, Oblivion Beckons, est publié. Le groupe se sépare après la sortie de l'album.
En mars 2010, le groupe se réunit et joue à des concerts locaux. Le groupe annoncera son intention de faire revivre Byzantine. Cependant, le 17 août 2010, le départ du guitariste et membre fondateur Tony Rohrbough est annoncé. Brian Henderson le remplace alors. Le 26 janvier 2012, le groupe est annoncé aux côtés du guitariste Tony Rohrbough et a l'intention d'enregistrer un nouvel album. Le 26 février 2013, leur album éponyme est publié. Le bassiste Michael « Skip » Cromer quitte le groupe.
Le 29 mai 2014, leur cinquième album est annoncé pour septembre et enregistré avec le producteur Jay Hannon, le guitariste Brian Henderson et le bassiste Sean Sydnor.

## Style musical et thèmes
Byzantine joue du thrash metal progressif, qui est comparé par Decibel Magazine à du Testament et Megadeth, avec du power groove comparable à Meshuggah ou Lamb of God, et des chants clairs additionnels,.

## Membres

### Membres actuels
- Chris « OJ » Ojeda – chant, guitare (depuis 2000)
- Brian Henderson – guitare (2010, depuis 2013)
- Sean Sydnor – basse (depuis 2013)
- Matt Bowles – batterie (depuis 2016)

### Anciens membres
- Matt Wolfe – batterie (2002–2015)
- Chris « Cid » Adams – basse (2000–2004)
- Michael « Skip » Cromer – basse (2004–2013)
- Tony Rohrbough – guitare (2000–2013)
- Jeremy Freeman – batterie (2000) (Late 2001-2002 live)

## Discographie

### Albums studio
- 2004 : The Fundamental Component
- 2005 : ...And They Shall Take Up Serpents
- 2008 : Oblivion Beckons
- 2013 : Byzantine
- 2015 : To Release Is to Resolve
- 2017 : The Cicada Tree
- 2023 : Saints & Demons
- 2025 : Harbingers

### Démos
- 2001 : 2000-2001 Demos
- 2003 : Broadmoor (aussi intitulé European Sampler)

### Albums tributes
- 2007 : On Your Knees: The Tribute To Judas Priest
- 2007 : For the Sick, a tribute to Eyehategod

## Vidéographie
- 2006 : Jeremiad: A Video by Donnie Searls (mini-DVD)
- 2007 : Salvation (DVD)
- 2013 : Soul Eraser – (2013)[11]
- 2015 : The Agonies[12],[13]
- 2015 : You Sleep, We Wake (Lyric Video) (réalisé et animé par Holly Siders)[14]